# Приладожки
Приладожки (на руски: Приладожский) е селище от градски тип в Русия, разположено в Кировски район, Ленинградска област. Населението му към 1 януари 2018 година е 5734 души.